# Distrito de San Ignacio
El distrito de San Ignacio es uno de los siete que conforman la provincia de San Ignacio ubicada en el departamento de Cajamarca en el norte del Perú.  
Limita por el norte con Ecuador; por el sur con el distrito de Chirinos; por el este con el distrito de San José de Lourdes y, por el oeste con el distrito de Namballe.
Desde el punto de vista jerárquico de la Iglesia católica forma parte del Vicariato Apostólico de San Francisco Javier, también conocido como Vicariato Apostólico de Jaén en el Perú.

## Historia
El poblado de San Ignacio fue fundado por el capitán español Juan de Salinas Loyola en el año 1557. Aproximadamente en el año 1646 llegaron a este lugar los misioneros jesuitas Gaspar Cujía y Lucas de la Cueva con quienes se inició una nueva vida y en esta oportunidad decidieron cambiar el nombre del pueblo y el lugar de San Ignacio de Loyola en homenaje al fundador de la Compañía de Jesús y a su fundador el capitán don Juan Salinas de Loyola.
San Ignacio fue parte de la gobernación de Jaén de Bracamoros y durante la gesta emancipadora un 4 de junio de 1821, reunidos en cabildo abierto el pueblo de Jaén, con la asistencia de los representantes de las alcaldías mayores de Colasay, Chirinos, Tomependa (Bellavista Viejo) y de la Alcaldía Menor de San Ignacio proclaman su independencia de Quito comunicando este hecho al intendente de Trujillo el Márquez de la Torre Tagle. 
El distrito fue creado mediante Ley sin número el 2 de enero de 1857, junto a los distritos de Bellavista, San Felipe y Sallique; siendo presidente de la República el Mariscal Ramón Castilla y Marquesado.

## Capital
Su capital es el poblado de San Ignacio que fue elevado al rango de ciudad el 14 de noviembre de 1944 por Ley N° 10027.
Posee un centro de salud y 5 postas médicas.
San Ignacio tierra del cafe y la rica miel de abeja. Provincia fronteriza al Ecuador.

## Población
El distrito de San Ignacio cuenta con una población de 31 771 habitantes según el censo 2005.
El 76,2 % de la PEA se dedica a la agricultura, 19,4% a servicios y el resto a otras actividades económicas.

## Atractivos Turísticos

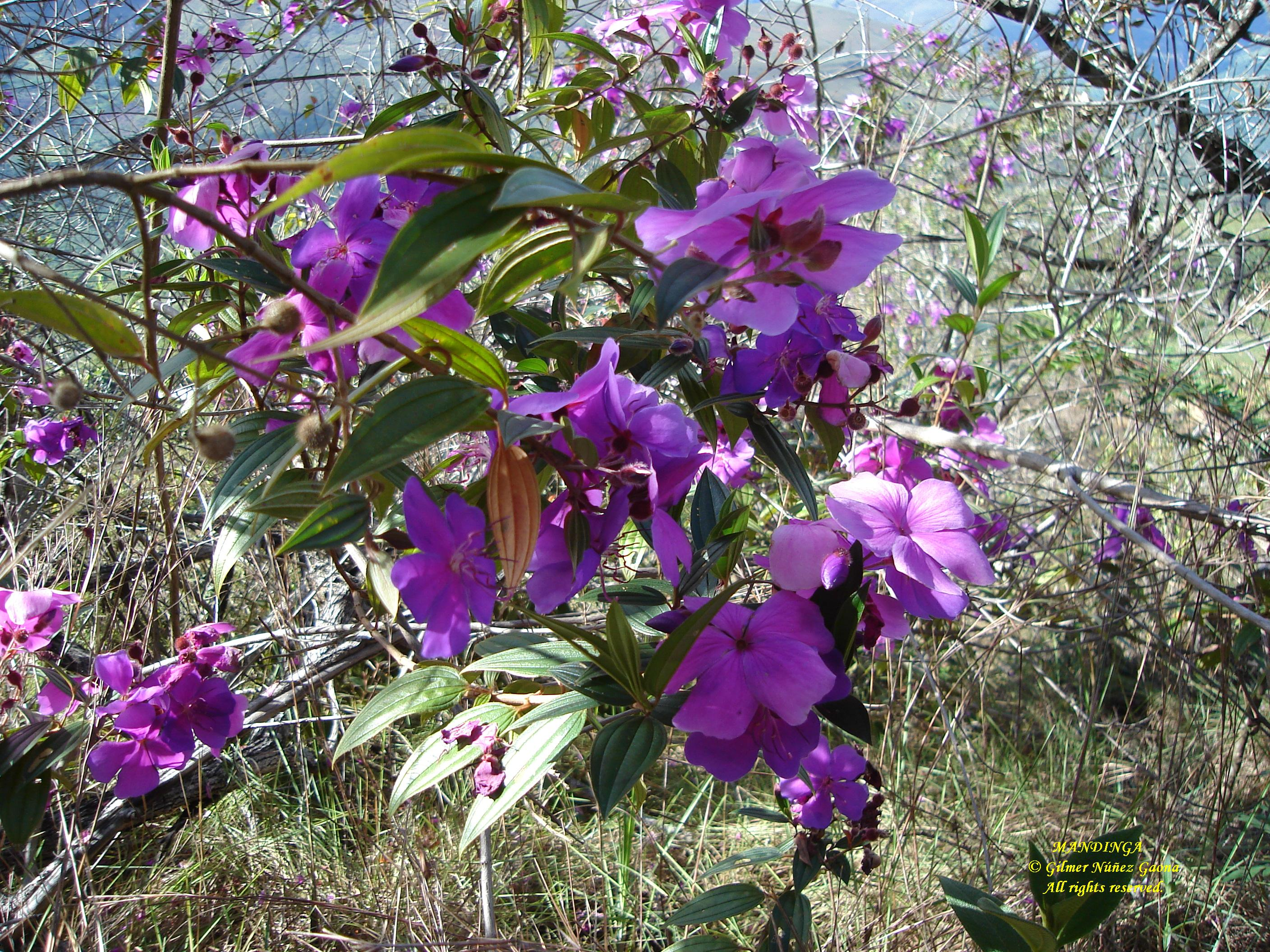
Flores de Moraka, del caserío Faical

Museo escolar Los Faicales: Exhibe bienes culturales arqueológicos líticos y cerámica de las culturas de la costa norte peruana. Asimismo, presenta fósiles de especies animales y plantas. Lunes a viernes de 9 a. m. a 2 p. m. Av Colegio Tito Cusi Yupanquie, San Ignacio 250.

## Autoridades

### Municipales
- 2019 - 2022[2]
  - Alcalde: Ronald García Bure, del Movimiento de Afirmación Social.
  - Regidores:

  1. Reguberto García Ordóñez (Movimiento de Afirmación Social)
  2. Marcos Guevara Arellano (Movimiento de Afirmación Social)
  3. Yda Santos Gómez (Movimiento de Afirmación Social)
  4. Vanessa Mayli Guerrero Choquehuanca (Movimiento de Afirmación Social)
  5. Alex Bebeto Cárdenas Lalangui (Movimiento de Afirmación Social)
  6. Juan Francisco Olaya Llatas (Movimiento de Afirmación Social)
  7. Larry John Salazar Santa Cruz (Movimiento de Afirmación Social)
  8. Nerio Ubaldo Effio Núñez (Cajamarca Siempre Verde)
  9. José Luis Saavedra Córdova (Acción Popular)
  10. Jorge Aurelio Solano Lalangui (Frente Regional de Cajamarca)
  11. Jorge Tulio Rodríguez Sarango (Alianza para el Progreso)

### Policiales
- Comisario:    PNP

## Festividades
- 31 de julio: San Ignacio